# シャムロック (小説)
『シャムロック』は、沢上水也：著・西脇ゆぅり：画・大河広行（シンクポート）：メカニックデザインのライトノベル作品。ソフトバンククリエイティブ・GA文庫刊。全10巻。
台湾では尖端出版より「高校女僕警察」のタイトルで刊行されている。

## 世界観
神奈川県に属する架空の政令指定都市・新相武市（横浜市はモデルではなく、新相武市と近接関係とされる）及び同市に隣接する古都・星月夜市（鎌倉市がモデル）を主な舞台とする。
新相武市は地方財閥・御堂家の御曹司である御堂轟が日本国政府の諸政策に異を唱え、相武市長選挙にグループ出身者の新人候補を立てて与党系候補を破り事実上の自治体制を確立し、円周に並べた人工島・通称「新五区」を造成したことにより誕生した近未来都市であり、進路別で中央校・芙蓉校・龍胆校と複数のコースに分かれる十六夜学院が「新五区」の中心地となっている。
一方、日本政府は公共サービスの民営化と外資系企業への市場開放を柱とする構造改革路線を推進し、遂には警察も民営化の対象とされた。そのため、従来の警察組織は民間警察組織（プライベート・ポリス）に対する許認可と民間組織が逮捕した被疑者の引き渡しに対して賞金を支払う業務のみを請け負っている。民間警察事業には個人事業者から大企業まで様々な事業者が参入しており近年では外資系企業、とりわけ軍産複合体が市場参入の機会を伺っている状態である。

## ストーリー
十六夜学院生徒会と敵対関係に在った天才少年科学者・久我原桂一を会長とする「世界征服研究会」は突然、活動を停止し新規に民間警察組織（プライベート・ポリス）「シャムロック・カウンシル」の創設を発表する。
公共サービスが相次いで民営化され、警察もその例外では無かったため様々な組織がプライベート・ポリスのビジネスに参入している中で激しい競争を勝ち抜く為に桂一は「萌える警察プロジェクト」と題して、メイド服を制服に採用した斬新さを前面に押し出したのである。
しかも、桂一と敵対関係にある生徒会役員の中瀬古舞・藤堂乱菊も強引にシャムロック・カウンシルへ入隊させられてしまった所にコスプレ同好会のノリで入隊した東雲クリスまで加わって、事態はますます混迷の度を深めて行く。

## 登場人物

### シャムロック・カウンシル
久我原 桂一（くがはら けいいち）
この物語の主人公「天才科学者」を自称する十六夜学院中央校（特進系）2年で、校内きっての問題児であり、他に追随を許さない天才的頭脳の持ち主。平凡な地方公務員の家に生まれたが数々の発明による特許収入で莫大な財を成し、十六夜財団に管理させている。幼少の頃から「世界征服」を合い言葉に様々なトラブルを起こし、実家からは半ば勘当されている状態。何故「世界征服」をしたいのかは桂一本人にも分かっていないが、5巻において桂一に「その才能ならば世界征服が可能」と吹き込んだ人物がいることが判明。しかも、それは身近な人物だった。
高等部への進級に際して同好会「世界征服研究会」を立ち上げ、手始めに茶道部を部長であった恋歌共々乗っ取って以降、生徒会と敵対関係にあるが突如として研究会を解散。新たに「萌える警察プロジェクト」と題して「警察同好会」こと民間警察組織（プライベート・ポリス）「シャムロック・カウンシル」を発足させ、自らは副社長に就任する。
人を平気で罵倒する、一番嫌いな言葉は［正義］など性格は歪みまくっており、またプライドも非常に高い。ただ自分なりのルールを持っており、そのルールを破ろうとはしない。色恋沙汰には滅法疎く、恋歌や舞の気持ちには微塵も気付いていない。また妙なところで世間知らずであり、怪しい宗教のパンフレットに騙されたりする。
その性格や行動とは裏腹に、その容姿は中性的な美少年。そのため、文化祭で女装させられたり、クリスによって女装させられて、メイド喫茶で働かせられたりする。
漣 恋歌（さざなみ れんか）
この物語のヒロイン中央校3年で、学年トップの成績を誇る優等生。元・世界征服研究会副会長で、現在は有限会社「シャムロック・カウンシル」社長。茶道の師範代を務める腕前で、世界征服研究会による茶道部乗っ取り事件を契機に桂一の右腕（保護者?）的な存在となる。おっとりした性格で、運動能力は良くないが射撃の腕は超一流。イメージカラーは白、武器は最先端無反動銃・ヴァルナ。
シャムロックの中では一番のグラマーで、桂一にスリスリをしては、胸の間で桂一をよく窒息させている。初めて自分を必要としてくれた桂一に思いをよせている。
中瀬古 舞（なかせこ まい）
中央校2年で、生徒会長。桂一率いる世界征服研究会に対する唯一の抑止力たる生徒会を圧倒的な人望とリーダーシップで率いて来たが、成り行きで新生・警察同好会ことシャムロックにムリヤリ入隊させられてしまう。イメージカラーは赤、武器は電磁釘バット・雷神。
「猪娘」の異名を取るほど猪突猛進な性格であり、日々桂一にからかわれている。その後、ラリアットなどで制裁をしているが、傍から見れば仲良し同士のスキンシップにしか見えない。桂一に恋心を抱いているようだが、生来の性格と桂一のひね曲がりまくった性格のせいで全然伝わっていない。が、一部にはバレバレらしい。単純な性格であるため、非常に洗脳にかかりやすい。本人は隠しているつもりだが少女趣味であり、フリフリの服をこよなく愛し、恋愛などを語る時は人が変わる。他に好きなものは久我原桂一の困った顔、苦手なものはオカルト系全般。また漫画のベタ塗りをすると輪郭線を消してしまうなど、手先は不器用。そのため、漫画作成時の担当はコンビニまでダッシュで原稿をコピーしに行く係だった。
藤堂 乱菊（とうどう らんぎく）
中央校2年、桂一と同じクラス。生徒会副会長で、舞に忠誠を誓っている。薙刀「巽流長刀術」の使い手で、その高度な戦闘能力を評価されてシャムロックにスカウトされるがこれを拒否。しかし、舞が強引に入隊させられたことから止むなく入隊する。イメージカラーは青、武器は備前長船と運動エネルギーを衝撃波に変換する手袋・風神。
サーキット・カーのエンジン並みに燃費が悪く、食事の量は同年代女子の2倍弱、平均睡眠時間は10時間。1年の頃に作ったカフェテリアの大食い記録は未だに破られていない。また頭もよく、法令や生徒会規則などを丸暗記していたり、桂一と恋歌のトンデモ話にすぐついていける唯一の存在。
性格は冷静沈着であり、無口。が、舞が絡むと途端に暴走したり、桂一の仲間と言われると激昂したりする。桂一とためをはるくらい毒舌家であり、桂一曰く〔性格破綻者〕。スタイルは恋歌に次ぐ、シャムロック第2位であり、胸のサイズは87のDカップ。
実家は京都の旧華族であり、西日本を中心とし、財政界に大きな影響力を持つ藤堂財閥である。祖父は厳格な人物であるが、乱菊の両親は結構いい加減な性格。非常識の塊である桂一に常識について説教されるくらいである。桂一に少なからず好意をもっている。
5巻において、5歳の頃パーティーで桂一に出会っていた事や（出会いの古さならば、桂一とは一番早く出会っている）、その時、発明品が失敗ばかりで落ち込んでいた桂一に「それだけの才能があれば世界征服が出来る」と吹き込んでいたことが判明。ただし、乱菊も桂一も覚えていない。ある意味桂一の恩人であり、今の桂一を作ってしまった原因的人物。また同じく5巻で酔っ払っていたとはいえ、桂一とキスをしている。もちろん乱菊にその記憶はない。
東雲 クリス（しののめ）
十六夜学院芙蓉校（文化・芸術系）1年。西洋人の血を引いている訳ではなく両親とも日本人で、やおい同人の超有名作家である母親が漫画の登場人物から命名した。クリス自身もその道を突っ走っており、自称〔萌えの伝道師〕。趣味はコスプレで、中央校においてシャムロックが設立されたことを知りコスプレ同好会のノリで入隊する。イメージカラーは黒、武器はボーラのシューティング・スター。シャムロックの中では小柄かつ俊敏であり、反射神経や回避能力は高い。桂一に好意をもっている。
性格は小悪魔的な性格であり、騒ぎに巻き込まれる側よりも、騒ぎを起こす側。でも、大抵の場合、自分で貧乏くじを引いてしまう。メイド服や理香のシスター服をデザインしたのはクリスである。天下無敵の方向音痴であり、雪の日などは自宅に帰るだけで遭難しかけている。
氷取沢 香澄（ひとりざわ かすみ）
十六夜図書館の司書。23歳。シャムロックでは情報管理とオペレーションを担当する。1巻で十六夜学園の不正に巻き込まれたところを、桂一達に助け出される。その際、香澄の事務能力や情報能力を知った桂一が、強引にシャムロックに勧誘する。久我原桂一恐怖症であり、それはシャムロックに入っても治らず、悪化し続けている。
簗瀬 理香（やなせ りか）
十六夜学院竜胆校（情報処理系）1年。浩樹とは双子の姉弟。話術が巧みで洗脳（本人+桂一曰く説得）を得意とする。シャムロックの顔として、桂一に渡された説得メガホンを片手にテレビや会場でネゴシエイターなどを勤める。衣装はメイド姿ではなくシスター。灰色な日常から救い出してくれた桂一に好意をもっている。
簗瀬 浩樹（やなせ ひろき）
十六夜学院芙蓉校1年でクリスのクラスメート。理香とは双子だが、シャムロックの担当は下っ端怪人兼雑用兼ロボットの足役など扱いは天と地ほど違う。文化祭で女装した桂一に一目惚れしてしまい、かなわぬ思いを日々募らせている。

### その他の人物
ロウヒ
警備から軍事まで幅広く手がけ、政治やマスメディアに献金や広告を通じて多大な影響力を行使する多国籍企業ハリントン・グループの経営戦略研究所長を務める天才少女。フィンランドの民族叙事詩・カレワラに登場する魔女からその名前を取っている。マッドベイビー事件での敗北以後、シャムロックを目の敵にしておりあらゆる手段を行使してシャムロック殲滅を目論んでいる。
その正体はハリントンによって作られた人工知能である。3巻にて理香に洗脳され、ハリントンとは関係なく自身の正義感で動くようになる。つまり、世界征服を目論む桂一はロウヒにとって最大の敵である。ハリントンが日本での経営を断念した後も、日本で桂一と敵対するようである。語尾は理香提案の「ですのん」。

## 既刊一覧
（発売日は初版発行日の属する月の15日）
1. 灼熱のメイドポリス ですぅ〜 2006年2月28日初版 ISBN 9784797334470
2. 狂乱のロボットバトル ですぅ〜 2006年6月30日初版 ISBN 9784797336467
3. 夕闇のイリュージョニスト ですぅ〜 2006年9月30日初版 ISBN 9784797337792
4. 逆転のチェックメイト ですぅ〜 2007年1月31日初版 ISBN 9784797339321
5. りかちゃんのなんでもお悩み相談室 ですぅ〜 2007年5月31日初版 ISBN 9784797341713
6. 裏切りは密の甘さ ですぅ〜 2007年9月30日初版 ISBN 9784797344721
7. 混戦のアラベスク ですぅ〜 2007年12月30日初版 ISBN 9784797346145
8. 幻惑のデュエリスト ですぅ〜 2008年11月30日初版 ISBN 9784797351705
9. 黒衣のホワイトナイト ですぅ〜 2009年2月28日初版 ISBN 9784797353600
10. 唇のオーシャンブルー ですぅ〜 2009年7月31日初版 ISBN 9784797355345

上記の他、番外編「マゼルナ キケン」がGA Graphicで無料配信されている。

## スピンオフ・シェアードワールド作品
- シャムロック the PrivateEye

GA文庫刊、すぎやま現象・画。日本政府と御堂轟の対立が起こらなかったパラレルワールドを舞台とするスピンオフ作品。新相武市は誕生せず平凡な一地方都市・相武市のままであり十六夜学院も存在しない。そのため、桂一は十六夜財団を通じて莫大な特許料収入を手にすることも無く公立高校で探偵部長（他の部員は桂一の奇行に耐えかねて全員退部）をしており、そこに探偵志望のクリスが尋ねて来てコンビを組むと言う設定である。
- プライベート・ポリス

徳間デュアル文庫刊、村上水軍・画。シャムロックに登場する大手フライドチキンチェーンの系列下にある民間警察・チキンポリスの楓四姉妹が主人公。
上記2作品の他、原作者・沢上以外の執筆者によるシェアードワールド作品が企画中であることがシャムロック第8巻のあとがきにおいて明かされている。